# Flaveria
Flaveria là một chi thực vật có hoa trong họ Cúc (Asteraceae).

## Loài
Chi Flaveria gồm các loài: